# Ariocarpus trigonus

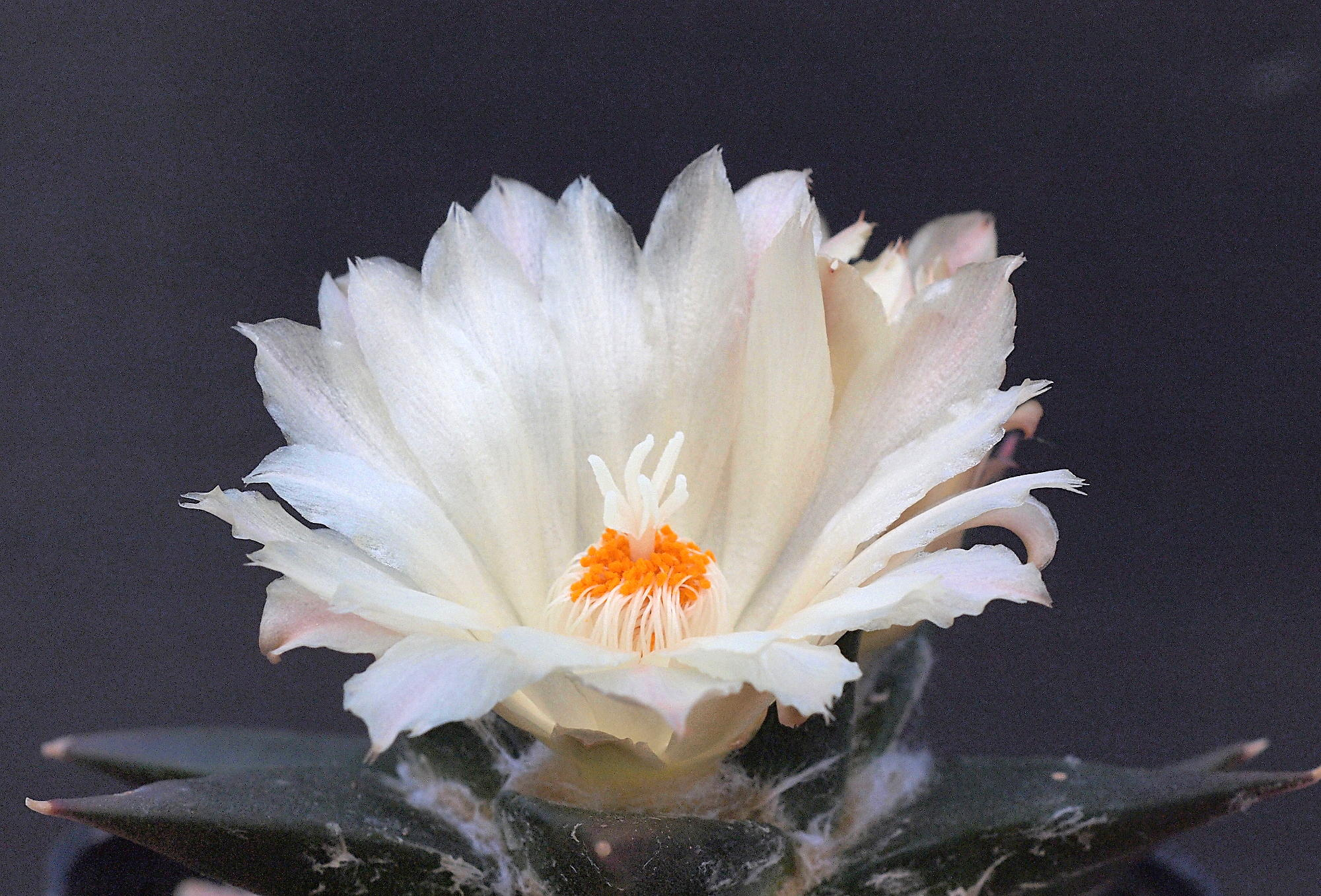
Blüte

Ariocarpus trigonus ist eine Pflanzenart aus der Gattung der Ariocarpus in der Familie der Kakteengewächse (Cactaceae). Das Artepitheton trigonus stammt aus dem Griechischen, bedeutet ‚dreikantig‘ und verweist auf die Form der Warzen.

## Beschreibung
Ariocarpus trigonus wächst einzeln und kann bis zu 30 Zentimeter im Durchmesser erreichen. Ältere Pflanzen  neigen zu Gruppenbildung. Die zahlreichen Warzen sind glänzend bräunlich-graugrün, aufgebogen, gleichseitig spitz dreieckig und rückwärts bis zur Basis scharf ausgekielt. Sie werden 3 bis 8 Zentimeter lang und an der Basis zwischen 1,5 und 2,5 Zentimeter breit. Die Areolen an der hornigen, leicht abbrechenden Spitze sind kaum sichtbar.
Die Wurzel ist eine sehr dicke Rübenwurzel. Die gelblichen, bis 50 Millimeter langen und breiten Blüten erscheinen zahlreich und sind kranzförmig um den bewollten Scheitel angeordnet.

## Verbreitung, Systematik und Gefährdung
Ariocarpus trigonus stammt aus den mexikanischen Bundesstaaten Nuevo León und Tamaulipas. Er ist dort an den Osthängen der Sierra Madre Oriental nördlich von Monterrey, zwischen Montemorelos und Linares, im Tal von Jaumave bis südlich von Jaumauve verbreitet. Er wächst auf der Spitze flacher Kalksteinhügel in groben, sandig-kiesigem Substrat in Höhenlagen zwischen 500 und 1200 Metern.
Die Erstbeschreibung als Anhalonium trigonum durch Frédéric Albert Constantin Weber wurde 1893 veröffentlicht. Karl Moritz Schumann stellten die Art 1898 in die Gattung Anhalonium. Ein nomenklatorisches Synonym ist Ariocarpus retusus subsp. trigonus (F.A.C.Weber) E.F.Anderson & W.A.Fitz Maur (1998)
Ariocarpus trigonus wird in der Roten Liste gefährdeter Arten der IUCN als „Least Concern (LC)“, d. h. als in der Natur nicht gefährdet, eingestuft.  Die Art ist im CITES Anhang I gelistet.

## Nachweise